# Aphyosemion wildekampi
Aphyosemion wildekampi е вид лъчеперка от семейство Nothobranchiidae. Видът е уязвим и сериозно застрашен от изчезване.

## Разпространение и местообитание
Разпространен е в Камерун, Република Конго и Централноафриканска република.
Обитава сладководни басейни, реки и потоци.

## Описание
На дължина достигат до 5 cm.